# Guarayos (Prowincja)

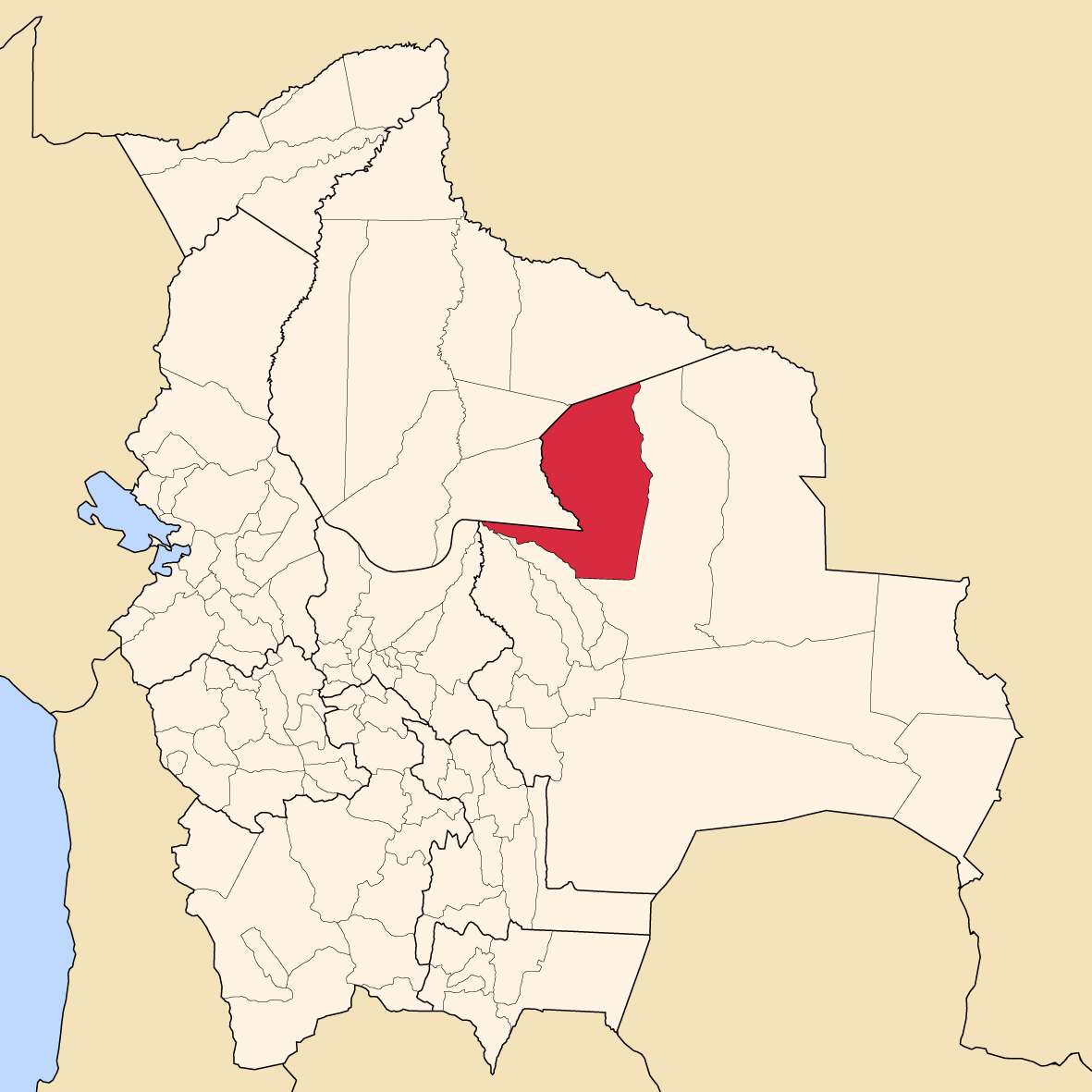
Prowincja na mapie Boliwii

Guarayos − prowincja departamentu Santa Cruz we wschodniej Boliwii.
Stolicą prowincji jest liczące 18 816 mieszkańców miasto Ascención de Guarayos. Prowincja dzieli się na trzy gminy (hiszp. municipio): El Puente, Urubichá oraz Ascención de Guarayos.